# やんパパ
『やんパパ』は、2002年10月9日から同年12月11日までTBS系列で水曜22:00 - 22:54に放送されたテレビドラマ。
初回視聴率10.0%。平均視聴率7.0%。

## あらすじ
真淵優作(長瀬智也)は、売れっ子漫画家でバツイチ3人の子持ちの風見唯(藤谷美和子)のアシスタントを務めていたが、彼女に恋心を抱きやがて結婚。ところが突然唯が交通事故でこの世を去り、残された子供たちの薫子(後藤真希)、桜子(石田未来)、淳之介(笘篠和馬)の父親になることを決意する。

## キャスト
- 真淵優作：長瀬智也（当時TOKIO）
- 小林里早：加藤あい
- 風見薫子：後藤真希
- 風見桜子：石田未来
- 風見淳之介：笘篠和馬（当時ジャニーズJr.）
- 村上セツ：氏家恵
- 北谷恵：川端竜太
- 山崎：生瀬勝久
- 風見ルリ子：古手川祐子
- 風見唯：藤谷美和子
- 水島美菜子：藤谷美和子（二役）

## スタッフ
- 脚本：西荻弓絵
- 音楽：溝口肇
- 主題歌：TOKIO「ding-dong」（ユニバーサルミュージック）
- プロデュース：稲田秀樹
- 演出：星田良子、高橋伸之
- 協力：ベイシス、バスク、アックス、緑山スタジオ・シティ
- 製作：共同テレビ、TBS

## サブタイトル
1. こんなに素敵な恋の始まり
2. 走れ!涙と思い出の運動会!
3. 娘を救え!授業参観に乱入!
4. 朝帰り!?2人きりの危ない夜
5. 大災難!防犯訓練は命がけ!
6. 純情男に恋のバトル起こる!
7. 父帰る!涙の親子マラソン！
8. 最終対決父の秘密に怒り爆発
9. 貧乏に負けるな!愛の大告白
10. ラストシーンに込めた想い